# Бобылёва, Ольга Борисовна
Ольга Борисовна Бобылёва (21 августа 1927, Воронеж, РСФСР, СССР — 14 ноября 1996, Москва, Россия) — советская сценаристка, автор более 80 научно-популярных фильмов. Член Союза кинематографистов СССР с 30 января 1966 года (членский билет № 02800). Награждена медалью «Ветеран труда» (1982), имеет международные награды, премии ВДНХ, благодарности и знаки почёта Научно-исследовательского института санитарного просвещения.

## Биография
Ольга Борисовна Бобылёва родилась 21 августа 1927 года в Воронеже.
Мать Ольги — Зиновия Семеновна Маркина (1905—1992), советский кинодраматург, лауреат Сталинской премии II степени (1941). Когда Ольга родилась, Зиновия Маркина только начинала свой творческий путь и выступала в «Театре вольных мастеров». Помимо актерской работы мать Ольги помогала в художественной мастерской Вадима Федоровича Рындина, в будущем — главного художника Большого театра Союза ССР, который в 1918—1922 гг. проживал в Воронеже. Мать Ольги также принимала участие в организации в Воронеже советского эстрадно-театрального коллектива «Синяя блуза». Спектакли «Синей блузы» объединяли в своих рядах большое количество талантливых молодых писателей, поэтов, драматургов, среди которых были Владимир Маяковский, Василий Лебедев-Кумач, Семён Кирсанов, Николай Адуев и многие другие.
Отец Ольги — Борис Андреевич Бобылёв, воронежский поэт, писатель, журналист, работал в местном издании «Воронежская коммуна», дружил и сотрудничал с писателем Андреем Платоновым, вместе с ним входил в правление воронежского отделения Союза пролетарских писателей.
В 1927 году родители вместе с бабушкой, матерью Зиновии Семеновны Прасковьей Георгиевной и маленькой Ольгой переехали в Москву, где поселились в центре в двух съемных комнатах дома архитектора И. П. Машкова.
Мать Ольги, Зиновия, в 1928 году поступила в Госкиношколу, впоследствии Институт кинематографии, который окончила в 1931 году, став выпускницей первого выпуска сценарного факультета ВГИКа.
В 1930 году родители Ольги развелись, и ее отец Борис Бобылёв переехал на Арбат ко второй жене, с которой прожил до 68 лет. После ее смерти он вернулся к Зиновии Маркиной и провел с дочерью Ольгой остаток жизни.
Мать Ольги после завершения учебы во ВГИКе в 1931 году посвятила себя творческой деятельности, написав более 30 сценариев к художественным, научно-популярным и учебным фильмам. Кроме того, она вела большую общественную работу в Союзе писателей СССР и Московском комитете драматургов (МКД). Из-за занятости матери подрастающая Ольга большую часть времени проводила с бабушкой Прасковьей Георгиевной Маркиной (Прокахиной) (1882—1970), которую в семье звали бабушкой Пашей, женщиной умной и стремящейся к знаниям, большой любительницей театра и поклонницей творчества Максима Горького. Находясь постоянно в окружении творческих личностей: известных поэтов, писателей, режиссеров и сценаристов, Ольга достаточно рано начала писать рассказы и пьесы, которые отличались точностью слога и классической стилистикой.
В 1943 г. Ольга Бобылёва поступила в Государственный институт кинематографии (ВГИК) на сценарный факультет, который окончила в 1948 году. Дипломной работой Ольги стал сценарий для художественного фильма «Ткачихи». На сценарий обратил внимание известный советский кинорежиссер и кинодраматург Александр Петрович Довженко, дав работе положительный отзыв.

## Творчество
Творчество Ольги Борисовны Бобылёвой как сценариста в первую очередь было связано с научно-популярным кино. Она явилась автором более 80 научно-популярных и учебных фильмов. Сотрудничала с различными киностудиями, такими как Молдова-фильм, Одесская киностудия и др. В 1975 году особый резонанс приобрел снятый по сценарию Ольги Бобылёвой короткометражный фильм «Дуэт» (Молдова-фильм, 1975 г.), впервые поднимающий на экране тему психологического различия мужчины и женщины, затрагивающий полемический вопрос, надо ли готовить молодежь к семейной жизни.
«Фильм „Дуэт“ попадает прямо в точку пересечения споров…Фильм надолго взволновал зрителя. Волнует публицистичность, полемическая заостренность в постановке темы. Волнует и тот образный строй фильма — переплетение строгих социологических опросов с неожиданно свежими символами, который создает сильный эмоциональный фон». (Ада Баскина «В точке пересечения споров», газета «Советская культура», № 11, 1975, стр 6) Архивная копия от 19 октября 2017 на Wayback Machine
Фильмы, снятые по сценариям Ольги Бобылёвой, всегда концентрировались на острых психологических и социальных темах, призывая зрителя к творческому диалогу. Фильм «Пожалейте своего ребенка» (1978) рассуждал о допустимых развивающих нагрузках на ребенка, уже в те годы ставил вопрос о вреде раннего взросления детей. Фильм «Мы и наши дети» (1984) рассказывал о важности личного примера в вопросе воспитания детей и призывал, прежде чем корректировать детей, посмотреть на себя и свои поступки. В кругу авторов научно-популярных фильмов Ольгу Борисовну называли сценаристом-философом, создателем новых художественных и социальных символов в научно-популярном кино. Фильмы Ольги Борисовны актуальны и по сей день.
Долгое время Ольга Бобылёва работала по государственным заказам Министерства здравоохранения СССР, Центрального Института санитарного просвещения, который приглашал к сотрудничеству известных деятелей культуры. Многие ее сценарии в сфере санитарной пропаганды были отмечены наградами и благодарностями. Так, в приказе Министра здравоохранения СССР № 441-Н от 26 августа 1969 года была отмечена плодотворная деятельность О. Б. Бобылевой по созданию санитарно-просветительских кинофильмов. Бобылёва также имела награды ВДНХ, в том числе Свидетельство об утверждении Бобылёвой участником ВДНХ СССР за фильм «Охрана здоровья горняка», 1977, и международные премии.
Ольга Бобылёва была известна не только как сценарист, но и как писатель: ее пьесы и повести (в том числе повесть «Подружки») публиковались в журналах «Новый мир», «Октябрь», «Юность». Среди близкого окружения О. Б. Бобылёвой были поэт Эдуардас Межелайтис, писатель, сценарист, кинооператор Ф. Б. Добронравов, художник кинематографа Геннадий Мясников, публицист Ю. К. Балтушис, писатель, драматург Л. В. Каре́лин, прозаик, журналист и сценарист Ю́. М. Наги́бин, режиссер Татьяна Лиознова и многие другие.
О. Б. Бобылёва умерла 14 ноября 1996 года в Москве в возрасте 69 лет. Похоронена в Москве на Новодевичьем кладбище (участок № 2, захоронение № 1-4).

- Государственный институт кинематографии (ВГИК), сценарный факультет (1948)
- Университет марксизма-ленинизма при МГК ВКП (б), вечерний факультет (1951)

Муж — Эдуардас Межелайтис (1919—1997), советский поэт, переводчик и эссеист, проживал в Москве и Вильнюсе (Литва).

- Знак отличия Центрального научно-исследовательского института санитарного просвещения (1980)
- Медаль «Ветеран труда» (1982)
- Грамоты и благодарности ВДНХ

- 1975 — Дуэт (к/с Молдова-фильм, по заказу Министерства здравоохранения СССР, сценарий О. Бобылёва, режиссер Н. Харин);
- 1976 — Ребенок и игрушка, к/с Молдова-фильм, по заказу Министерства здравоохранения СССР;
- 1977 — Охрана здоровья горняка, Свердловская к/с, по заказу Министерства здравоохранения СССР, Свидетельство участника ВДНХ СССР;
- 1978 — Пожалейте своего ребенка, Одесская к/с, по заказу Министерства здравоохранения СССР;
- 1978 — Ребята и зверята, к/с Молдова-фильм, по заказу Министерства здравоохранения СССР;
- 1984 — Мы и наши дети (2 части), к/с Молдова-фильм, по заказу Министерства здравоохранения СССР.

- Справочник Союза кинематографистов СССР 1981 года (сост. Г. Мирнова) // М., БПСК, Московская типография № 6
- Альбом «Синяя блуза СССР», М., 1928
- Е. Д. Уварова «Синяя блуза». — М.: журнал «Вопросы театра»., 1973 г.
- А. Баскина «В точке пересечения споров», газета «Советская культура», № 11, 1975, стр. 6 Архивная копия от 19 октября 2017 на Wayback Machine
- О. Б. Бобылёва. Воспоминания о семье, рукопись, 1993
- О. Б. Бобылёва. Письма
- Новодевичье кладбище. Могила Бобылевой О. Б. Архивная копия от 19 октября 2017 на Wayback Machine